# Greet Rome
Greet Rome is een Belgische kantkunstenares. Ze zet zich in voor de bewaring en herwaardering van traditionele Lierse kantkunst en hedendaagse experimenten met kant.

## Opleiding en werk
Rome studeerde kantkunst aan de Stedelijke Academie voor Schone Kunsten (Lier) en volgde vervolgens de opleiding hedendaagse kant aan de Hagelandse Academie voor Beeldende Kunsten te Aarschot. Ze is docent kantkunst in Lier en gaf daarnaast ook les in Duitsland, Frankrijk, Malta, Nederland, de Verenigde Staten en Canada. Rome specialiseert zich in Lierse kantkunst.
Aangezien Lierse kant geen kloskant of naaldkant is, werd deze historisch gezien ondergewaardeerd. In 1995 richtte Rome het atelier de Kant-e-Lier op om hedendaagse Lierse kantkunst te promoten  en samenwerkingen aan te moedigen tussen diverse kantgroepen. Zo ontwikkelde Rome een nieuwe soort Lierse kant 'A' qua Lace, een kantsoort zonder drager. Rome experimenteert ook met kant in kleur. Haar werk wordt tentoongesteld in binnen- en buitenland. Ze is de winnares van de 2001 International Lace Contest te Balieul en won in 2008 eerste prijs bij het IOLI seminiarie "All kin of flowers".
Rome promoot de zichtbaarheid van Lierse kant in de publicatie "Lierse Kant vroeger en nu" (1991) over zowel traditionele als hedendaagse Lierse kant en "Lier lace in colour" (2018) over hedendaagse benaderingen op Lierse kantkunst. Daarnaast was zij de organisator van het Wereld Kantcongres "Living Lace" 2018 in Brugge.